# Mairé
Mairé település Franciaországban, Vienne megyében. Lakosainak száma 174 fő (2022. január 1.). Mairé Barrou, La Guerche, Coussay-les-Bois, Lésigny, Leugny, Oyré és Senillé-Saint-Sauveur községekkel határos.

## Népesség
A település népességének változása:
| Lakosok száma | 163  | 161  | 167  | 158  | 164  | 169  | 175  | 173  | 174  |
|               | 2013 | 2015 | 2016 | 2017 | 2018 | 2019 | 2020 | 2021 | 2022 |